# Alexandria (Nova Iorque)
Alexandria é uma vila localizada no Condado de Jefferson, dentro do Estado Nova Iorque. Fundada em 1821, a cidade abriga uma população de apenas 4097 habitantes, conforme os dados do censo americano de 2000.
A cidade de Alexandria abriga diversas vilas e pequenas comunidades, dentre as quais figuram Alexandria Bay, Brown Corners, De Lafarge Corners, Goose Bay e Redwood, entre outras tantas.